# Teatro Municipal Rafael de Aguiar

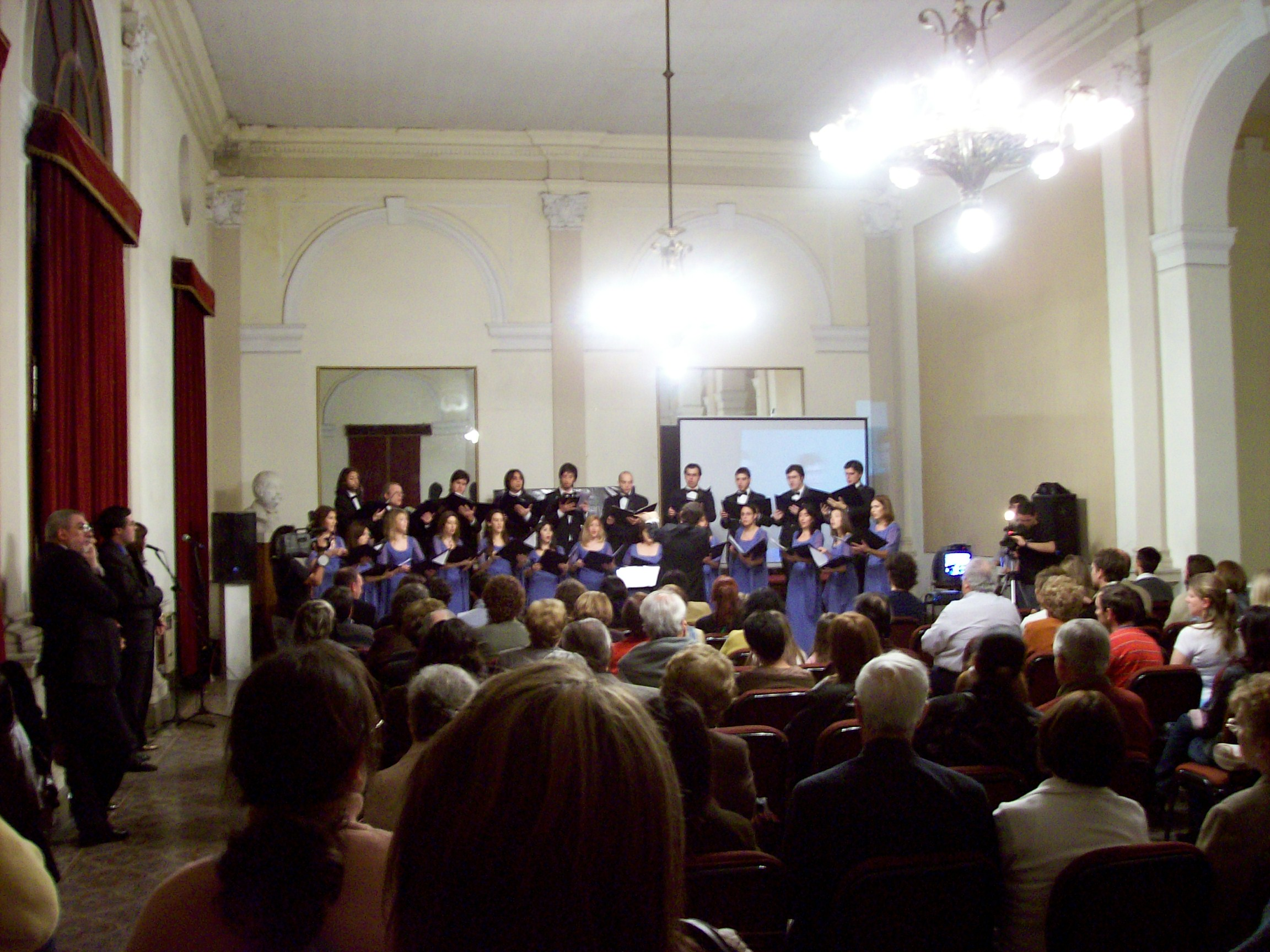
El Coro Estable Municipal durante un acto cultural en el foyer del Teatro Municipal "Rafael de Aguiar".

Teatro Municipal «Rafael de Aguiar», inaugurado el 10 de agosto de 1908 durante la intendencia de Adolfo J. Bruyant, se encuentra en la localidad de San Nicolás de los Arroyos (en Argentina) en la calle Maipú 29, esquina De la Nación, ocupando 1.375 metros cuadrados. 

## Proyecto y construcción
La idea surgió por una iniciativa del Intendente Serafín Carlos Morteo, que tuvo buena acogida en el Consejo Deliberante de la localidad, dictando una ordenanza con fecha 5 de agosto de 1905 en cumplimiento de la cual se iniciaron los trabajos pertinentes. Para su financiación se suscribió un empréstito público de cien mil pesos que fue cubierto casi totalmente por el vecindario, completando la Municipalidad con recursos propios, la cantidad necesaria para cubrir el costo. La adquisición del terreno se hizo a la Sra. Angela Marini de Castagnino y Angela Ghío. 
La construcción quedó a cargo de la empresa Nevani, y la piedra fundamental fue colocada el 26 de abril de 1906. El 31 de diciembre del mismo año se techaba y revocaba el edificio. Para la administración de la obra que fuese presidida por Morteo, se designó a Maximiano Vázquez, Eulogio A. Sánchez, León Bossús, Ignacio Aristarán, Isidoro Echeverría, Tiburcio Bustinza, José V. Molina, Federico Gard y Juan Bicetti. 
El 10 de agosto de 1908, a las 8 de la noche se inaugura con la puesta en escena de la ópera «Manon Lescaut», por la Compañía Lírica Italiana dirigida por A. Bernabei, y la gala contó con la presencia de miembros del Poder Judicial, representantes extranjeros, de la Junta Administradora de la obra, de la Comisión Especial, concejales y vecinos. 
El 18 de julio de 1958, el Intendente Dr. Miguel M. Bent impuso el nombre de «Rafael de Aguiar» al teatro, en homenaje al organizador-fundador de la ciudad con motivo de cumplirse el 50.º aniversario de su inauguración. En el hall hay una placa de bronce que rememora tal acontecimiento.

## Instalaciones
Durante muchos años se ha comparado al Teatro Municipal con el Teatro Colón, ya que su estructura y estilo es semejante convirtiéndolo en uno de los más bellos de la provincia. La sala principal posee una capacidad para 1250 personas (actualmente reducida a 800 por cuestiones de seguridad) y en su interior se pueden apreciar las obras maestras del artista italiano Rafael Vicente Barone pintadas en el telón de boca y la cúpula de la misma. La casa Storchia y Cía. tuvo a su cargo la colocación del cielo raso metálico y la decoración. Entre los exquisitos detalles arquitectónicos se pueden destacar las escalinatas del hall de acceso a tertulia y cazuelas confeccionadas en mármol de Carrara; su telón pintado por el escenógrafo Mateo Casella en Nápoles, con la misma tela usada para el Colón; la imponente araña circular, sus estucados y por supuesto, su mobiliario importado a pedido a la marca de fabricación europea Thonet de Viena, Austria. 
La oficina de la Dirección de Cultura de la Municipalidad de San Nicolás de los Arroyos se encuentra ubicada dentro de las instalaciones del teatro, a la derecha del foyer situado en el primer piso. 
En el acceso de la esquina misma, se encuentra el antiguo bar desde 1933, propiedad de Ángel Massimi (quien integró el Directorio del Teatro desde 1956 a 1980), famoso en la ciudad por su trago «El San Martín», cuya receta era secreta pero se vendía limitadamente en botella para quien deseara degustarlo.
En el año 2003 se reformó el sector dedicado al depósito (con acceso por calle Maipú) y el Salón Auditorio, que se encuentra detrás del teatro, convirtiendo a ambos en salas de exposición para fotografía, pintura, instalaciones artísticas y muestras.

## Estructura general
- Hall de entrada
- Boletería
- Oficinas de Dirección
- Foyer
- Sala principal: 
  - Platea
  - Cazuelas
  - Palcos
  - Tertulias
  - Pullman
  - Paraíso
  - Escenario
  - Pozo de orquesta
- Camarines
- Tramoya
- Salón Auditorio
- Galería de exposiciones
- Sanitarios
- Depósito

## Actividades
Dentro de su amplia labor cultural, se realizan en el mismo distintos talleres de teatro infantil, adolescentes y adultos, literatura, telar y pintura decorativa, guitarra eléctrica, guitarra clásica, ajedrez, coro estable juvenil, coro estable municipal, coro municipal de niños, además de la escuela de danza clásica, y el ballet folclórico municipal «yaguarón».

## Recitales
El 11 de mayo de 2014 debutó por primera vez Rata Blanca, regresando el 15 de julio del mismo año. Volvieron el 24 de marzo de 2016 para presentar Tormenta eléctrica. Su cuarto concierto en este teatro fue el 16 de agosto de 2017, esta vez con Pablo Motyczak al mando del bajo. No Te Va Gustar debutó en el teatro el 1 de agosto de 2019  presentando Otras Canciones. Volvió finalmente Rata Blanca el 9 de junio de 2022 en su nueva gira, que en un principio estaba planeada esta fecha para el 26 de mayo de 2020, en donde se iban a presentar temas de su próximo material, pero tuvo que suspenderse a causa de la Pandemia de COVID-19 en Argentina.

## Curiosidades
- De 1952 a 1955 se llamó «Eva Perón» por decisión de las autoridades nacionales.
- El paño rojo que cubre una de las figuras pintadas en el techo de la Sala tiene dos tonalidades de bordeaux, dividiendo a la figura en dos tonalidades absolutamente distintas. Varias leyendas populares fueron creadas a partir de tal detalle.
- El trabajo de Conserje del teatro ha pasado de generación en generación por la familia De Spírito, iniciado con Ernesto de Spírito, nacido en Italia en 1866. Una de sus hijas fue retratada por el artista plástico autor de los motivos pintados en la cúpula.